# Luis Arráez
Luis Sangel Arráez, né le 9 avril 1997 à San Felipe (Venezuela), est un joueur de baseball vénézuélien évoluant au poste de deuxième base pour les Padres de San Diego des Ligues majeures de Baseball.
Il a la meilleure moyenne au bâton de la Ligue américaine en 2022 avec les Twins du Minnesota avec une moyenne de ,316 et la meilleure moyenne des ligues majeures en 2023 avec les Marlins de Miami avec ,354 de moyenne. 

## Carrière

### Twins du Minnesota
Le 21 novembre 2013, les Twins du Minnesota signent Luis Arráez pour un contrat de ligues mineures. Le 17 mai 2019, il est appelé en ligues majeures. Il joue son premier match le 18 mai 2019 contre les Mariners de Seattle lorsqu'il remplace Jorge Polanco en défense au poste d'arrêt-court en 5e manche. Il commet une erreur et obtient son premier coup sûr en deux présences officielles au bâton. 
En 2022, il participe au match des étoiles pour la première fois et remporte le titre de champion frappeur, titre pour le joueur ayant la meilleure moyenne au bâton pour chaque ligues, grâce à une moyenne de ,316. 

### Marlins de Miami
Le 20 janvier 2023, Luis Arráez est échangé aux Marlins de Miami contre le lanceur Pablo López et les joueurs Jose Salas et Byron Chouiro. Au 24 juin 2023, sa moyenne au bâton est de ,402. Il participe au match des étoiles pour la deuxième fois et termine la saison avec ,354 de moyenne. 

### Carrière Internationale
Luis Arráez participe à la Classique mondiale en 2023 avec le Venezuela. 